# Gare de Cantley
La gare de Cantley est une gare ferroviaire britannique du Wherry Lines, située au village de Cantley dans le comté du Norfolk à l'est de Angleterre.

## Situation ferroviaire
Établie à 4 mètres d'altitude, la gare de Cantley est située au point kilométrique (PK) 10,0 de la Wherry Lines : ligne de Norwich à Lowestoft, entre les gares de Buckenham et de Reedham.

## Histoire
La station intermédiaire de Cantley est mise en service le 1er mai 1844 par la Compagnie du chemin de fer de Yarmouth à Norwich (en anglais : Yarmouth & Norwich Railway (Y&NR)), lorsqu'elle ouvre à l'exploitation sa ligne de Yarmouth à Norwich.